# Brescia Challenger 1984
Il Brescia Challenger 1984 è stato un torneo di tennis facente parte della categoria ATP Challenger Series nell'ambito dell'ATP Challenger Series 1984. Il torneo si è giocato a Brescia in Italia dall'11 al  giugno 1984 su campi in terra rossa.

## Vincitori

### Singolare
Christophe Roger-Vasselin ha battuto in finale  Jordi Arrese con il punteggio di 6–4, 7–6

### Doppio
Jacques Hervet /  Jérôme Vanier hanno battuto in finale  Alejandro Ganzábal /  Carlos Gattiker con il punteggio di 7–5, 2–6, 6–4